# Lesão pulmonar relacionada ao uso de cigarro eletrônico
A lesão pulmonar relacionada ao uso de cigarro eletrônico também conhecida pela sigla EVALI (oriunda do inglês: E-cigarette, or Vaping, product use–Associated Lung Injury) trata-se de diversos tipos de lesões no sistema respiratório, principalmente nos brônquios. Desde 2019 quando os estudos sobre a doença começaram a ser realizados nos Estados Unidos, foram registrados 2558 casos de internações por EVALI e cerca de 60 óbitos pela injúria. Até agosto de 2020, a Agência Nacional de Vigilância Sanitária (ANVISA) havia registrado 7 casos da doença no Brasil.
Os sintomas da enfermidade variam, porém normalmente incluem tosse seca, falta de ar, náuseas, vômitos, diarreia, febre, perda de peso e fadiga. A injúria ocorre principalmente por conta dos sabores adicionados aos cigarros eletrônicos, também conhecidos como juices e a utilização destes dispositivos para a vaporização de ervas como tabaco e maconha que não possuem estudos aprofundados sobre sua vaporização (ao contrário de seu fumo).

## Sintomas
Os sintomas da injúria podem variar de paciente para paciente. Em geral, tais sintomas  estão associados a uma inflamação dos brônquios e alvéolos, sendo os mais comuns:
- No sistema respiratório:
  - Tosse seca, acompanhada ou não de sangue;
  - Irritação da garganta;
  - Falta de ar, em uma sensação de puxar o ar e ele não ser o suficiente;
  - Sensação de pressão no tórax;
  - Fadiga.
- No sistema gastrointestinal:
  - Náusea;
  - Vômito;
  - Diarreia;
  - Perda de peso;
- Outros sintomas gerais:
  - Febre;
  - Tremores;
  - Fraqueza;
  - Ansiedade;

## Diagnóstico e tratamento

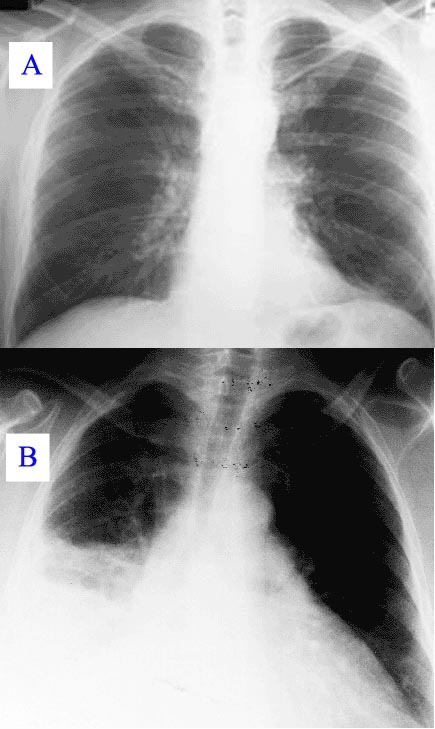
Radiografia "A" em um tórax normal em comparação com a radiografia "B" onde é constatada a existência de consolidação pulmoar (vidro fosco), um dos fatores para o diagnóstico

O diagnóstico é realizado após a analise de sitomas e exclusão de fatores. Normalmente constantando-se a existência de infiltrado alveolar bilateral (vidro fosco) constatado em radiografia, começa-se a investigação médica que necessita de alguns fatores para o diagnóstico. Entre eles, a análise dos sintomas compatíveis com os casos clínicos  registrados até os dias atuais, a confissão da utilização de cigarros eletrônicos em um período de 90 dias antes do exame e a exclusão de outros fatores como doenças preexistentes que acabam por gerar sintomas semelhantes.
Ainda não é conhecido um tratamento padrão para a doença e seus tratamentos variam com a gravidade. O início de todo tratamento para a injúria começa com a suspensão do uso de qualquer tipo de aparelho para fumo ou vaporização de nicotina, após isto recomenda-se o acompanhamento médico constante em estado de observação para evitar uma piora no quadro clinico pulmonar. Caso necessário, poderá ser feita a utilização de um aparelho de respiração extra-corpórea (oxigenoterapia) através de mascaras de oxigênio ou entubação, sendo assim necessária uma fisioterapia respiratória para recuperação plena das atividades do pulmão.

## Causas
Sua causa básica é a utilização de cigarros eletrônicos, porém principalmente a composição de seus liquidos. Estes líquidos possuem diversas substâncias como a glicerina e o propilenoglicol, e outros que raramente são descritas em suas embalagens, muitas vezes descritas como "aromatizantes".
Pela falta de regularmentação das substâncias presentes nos "aromatizantes", diversas essências acabam por conter compostos que tornam-se tóxicos quando vaporizado como o diacetil e o acetado de vitamina E.
Outro risco, é a utilização de cigarros eletrônicos para a vaporização de ervas como o tabaco e a maconha. Ao contrário do ato de fumar, o ato de vaporizar essas ervas possui um efeito ainda desconhecido pela ciência. Para a vaporização de ervas, as mesmas são aquecidas até sua sublimação, causando efeitos diferentes aos causados por seu fumo que não permite a total queima da matéria consumida.

### Prevenção
A prevenção é realizada através da decisão dos pacientes em largarem o vício em nicotina, assim procurando ajuda profissional como psiquiatras e psicólogos. Outra maneira de prevenir a injúria, trata-se da fiscalização pública dos vaporizadores, evitando e proibindo a venda de cigarros eletrônicos que possuam na composição dos seus líquidos o diacetil e o acetado de vitamina E, além da imposição de um limite seguro de nicotina para este tipo de aparelho.